# Прва лига Југославије у кошарци 1985/86.
Прва лига Југославије у кошарци 1985/86. је било 42. првенство СФРЈ у кошарци. Титулу је освојио Задар.

## Преглед сезоне
Пред почетак сезоне, Радован Лорбек, директор Олимпије, је закаснио са лиценцирањем играча, па је КСЈ казнио Олимпију, тако да су у првом колу играли са екипом састављеном од јуниора и кадета. Дражен Петровић је искористио ову прилику да обори рекорд Радивоја Кораћа по броју постигнутих поена на једној првенственој утакмици (74). Петровић је меч завршио са 112 поена, а утакмица је завршена коначним резултатом 158:77.

### Табела
|     | Тим                    | Игр. | Поб. | Нер. | Изг. | П+   | П-   | П+/- | Бод    |
| --- | ---------------------- | ---- | ---- | ---- | ---- | ---- | ---- | ---- | ------ |
| 1.  | Цибона Загреб          | 22   | 21   | 0    | 1    | 2474 | 2074 |      | 43     |
| 2.  | Задар                  | 22   | 15   | 0    | 7    | 2050 | 1921 |      | 37     |
| 3.  | Будућност              | 22   | 13   | 0    | 9    | 1990 | 2002 |      | 35     |
| 4.  | Шибенка                | 22   | 12   | 0    | 10   | 2069 | 2066 |      | 34     |
| 5.  | Партизан Београд       | 22   | 12   | 0    | 10   | 2165 | 2119 |      | 34     |
| 6.  | Југопластика Сплит     | 22   | 12   | 0    | 10   | 2013 | 1979 |      | 34     |
| 7.  | Босна Сарајево         | 22   | 10   | 0    | 12   | 1979 | 2046 |      | 32     |
| 8.  | Црвена звезда Београд  | 22   | 10   | 0    | 12   | 2098 | 2114 |      | 32     |
| 9.  | Борац Чачак            | 22   | 8    | 0    | 14   | 1901 | 1964 |      | 30     |
| 10. | Работнички             | 22   | 7    | 0    | 15   | 1884 | 2058 |      | 29     |
| 11. | Смелт Олимпија Љубљана | 22   | 8    | 0    | 14   | 2058 | 2142 |      | 29(-1) |
| 12. | Слога Краљево          | 22   | 4    | 0    | 18   | 2028 | 2193 |      | 26     |

Легенда:

### Плеј-оф
1. Цибона - Задар 84: 70
2. Задар - Цибона 84: 73
3. Цибона - Задар 110:111

## Састави тимова
| Екипа         | Играчи | Тренер            |
| ------------- | --- | ----------------- |
| Задар         | Дарко Пахлић, Петар Поповић, Милан Млађан, Анте Матуловић, Драгомир Чиклић, Иван Сунара, Бабић ?, Драженко Блажевић, Стојко Вранковић, Вељко Петрановић, Ивица Обад, Борис Храбров, Жужа, Аријан Комазец, Стипе Шарлија | Владе Ђуровић     |
| Цибона        | Миховил Накић, Аднан Бечић, Зоран Чутура, Дамир Павличевић, Дражен Петровић, Данко Цвјетичанин, Бранко Вукићевић, Свен Ушић, Фрањо Араповић, Александар Петровић, Иво Накић, Иван Шоштарец                              | Жељко Павличевић  |
| Будућност     | Жарко Паспаљ, Јадран Вујачић, Никола Антић, Веселин Шћепановић, Душко Ивановић | Милутин Петровић  |
| Шибенка       | Гулин, Журић, Ковачевић, Зоран Калпић, Небојша Матић, Срђан Дабић, Јаблан, Предраг Шарић, Прелевић, Славица | Душан Ивковић     |
| Партизан      | Петер Вилфан, Мишко Марић, Горан Грбовић, Миленко Савовић, Небојша Зоркић, Жељко Обрадовић, Славиша Копривица, Александар Ђорђевић, Драган Живановић, Саво Стефановић, Владимир Драгутиновић                            | Владислав Лучић   |
| Југопластика  | Ивица Бурић, Велимир Перасовић, Ивица Дукан, Жељко Пољак, Горан Собин, Петар Вучица, Саша Радовић, Дино Рађа, Владан Алановић, Ненад Видека, Тони Кукоч                                                                 | Зоран Славнић     |
| Црвена звезда | Предраг Богосављев, Зоран Радовић, Стеван Караџић, Стефановић, Мирко Милићевић, Слободан Јанковић, Слободан Николић, Иво Петовић, Александар Миливојша, Небојша Илић, Зоран Сретеновић, Алексић, Коцић                  | Ранко Жеравица    |
| Борац         | Владимир Андроић |                   |
| Олимпија      | Душан Хауптман, Јуриј Здовц, Бранко Ковачевић, Драгослав Вујаковић, Жарко Ђуришић, Славко Котник, Спасоје Тодоровић, Слободан Суботић, Матјаж Товорник, Павле Поланец, Бојан Бродник, Владимир Мићуновић                | Јанез Дрварич     |
| Слога         | Владе Дивац | Милован Богојевић |